# 平野達也
平野 達也（ひらの たつや、1960年11月1日 - ）は、日本の細胞生物学者・生化学者。理化学研究所 平野染色体ダイナミクス研究室 主任研究員。千葉県出身。

## 学歴
- 1984年3月 京都大学理学部卒業
- 1989年3月 京都大学大学院理学研究科 博士課程修了（理学博士）

## 職歴
- 1989年 京都大学大学院理学研究科 日本学術振興会特別研究員
- 1989年 米国カリフォルニア大学サンフランシスコ校 Postdoctoral Fellow
- 1993年 米国カリフォルニア大学サンフランシスコ校 Postgraduate Research Pharmacologist
- 1995年 米国コールド・スプリング・ハーバー研究所 Senior Staff Investigator
- 1996年 米国コールド・スプリング・ハーバー研究所 Assistant Investigator
- 1998年 米国コールド・スプリング・ハーバー研究所 Associate Investigator
- 1999年 米国コールド・スプリング・ハーバー研究所 Associate Professor
- 2003年 米国コールド・スプリング・ハーバー研究所 Professor
- 2006年 独立行政法人理化学研究所 中央研究所 招聘主任研究員
- 2007年 独立行政法人理化学研究所 中央研究所 主任研究員
- 2008年 独立行政法人理化学研究所 基幹研究所 主任研究員
- 2013年 独立行政法人理化学研究所 主任研究員
- 2015年 国立研究開発法人理化学研究所 主任研究員
- 2018年 国立研究開発法人理化学研究所 開拓研究本部 主任研究員
- 2025年 国立研究開発法人理化学研究所 開拓研究所 主任研究員（現職）

## 受賞歴
- 1989年 The Anna Fuller Fund Postdoctoral Fellowship
- 1992年 Leukemia Society of America Special Fellowship
- 1996年 Pew Scholarship
- 2003年 ISI Highly Cited Researcher
- 2005年 アメリカ科学振興協会フェロー（AAAS Fellow）
- 2017年 文部科学大臣表彰科学技術賞（研究部門）
- 2019年 2018年度 朝日賞[1]

## 業績
- 1994年 分裂期染色体凝縮に関わるSMCタンパク質の発見[2]
- 1997年 分裂期染色体凝縮に関わるコンデンシン複合体（コンデンシン I）の発見[3]
- 1998年 姉妹染色分体接着に関わるコヒーシン複合体の同定[4]
- 2003年 分裂期染色体凝縮に関わる第2のコンデンシン複合体（コンデンシン II）の発見[5]
- 2015年 精製タンパク質を用いた分裂期染色体の試験管内再構成[6]

## 総説
- Hirano T (2000). “Chromosome cohesion, condensation, and separation”. Annu Rev Biochem 69:  115–144. PMID 10966455.
- Hirano T (2006). “At the heart of the chromosome: SMC proteins in action”. Nat Rev Mol Cell Biol 7 (5):  311-322. PMID 16633335.
- Hirano T (2012). “Condensins: universal organizers of chromosomes with diverse functions”. Genes Dev 26 (15):  1659–1678. PMID 22855829.
- Hirano T (2016). “Condensin-based chromosome organization from bacteria to vertebrates”. Cell 164 (5):  847-857. PMID 26919425.
- Hirano T (2025). “Mitotic genome folding”. J Cell Biol 224 (7):  e202504075. PMID 40492990.

## 出版物
- 平野達也 企画（実験医学特集）『フレミングが夢見た染色体の核心：コンデンシン・コヒーシンの発見から16年』羊土社、2013年。
- 平野達也・胡桃坂仁志 編（実験医学増刊号）『教科書を書き換えろ！染色体の新常識』羊土社、2018年。